# 塞莫爾·S·C·杜比
塞莫爾·S·C·杜比（英語：Seymour S. C. Dolby，1857年—1921年），英格蘭羽球運動員，為英格蘭羽球協會創始主席。

## 簡歷
塞莫爾·杜比是肯特郡「福克斯通軍官羽球俱樂部」於1875年成立時的原始會員之一。1890年，他遷至漢普郡的南海城。
當時英格蘭已經開始有了羽球俱樂部之間的比賽，然而缺乏統一的規則。有鑑於此，時任南海城羽球俱樂部榮譽秘書的塞莫爾·杜比便在1893年8月間寫信給英格蘭所有的羽球俱樂部及運動雜誌《The Field》。在雜誌社的安排下，共有9個俱樂部參加9月13日在南海城的會議，並成立了英格蘭羽球協會。
塞莫爾·杜比擔任協會主席直到1899年。那一年他移居到南非的開普敦，在那裡成立了羽球俱樂部並推廣羽球運動。